# لي جيانبين
لي جيانبين (9 مارس 1985 بشنيانغ في الصين - ) هو لاعب كرة قدم صيني في مركز الدفاع. لعب مع نادي غوانغجو آر أند إف وشاوكسينج كيكياو يوجيا وShenyang Dongjin F.C. ‏.

## روابط خارجية
- لي جيانبين على موقع قاعدة بيانات كرة القدم.إي يو (الإنجليزية)
- لي جيانبين على موقع Soccerway.com (الإنجليزية)